# 윙딩체
윙딩체(영어: Wingdings)는 문자를 다양한 기호로 렌더링하는 일련의 딩뱃 글꼴이다. 이 글꼴은 마이크로소프트가 1990년에 찰스 비글로와 크리스 홈스로부터 라이센스를 받아 Lucida 폰트 패밀리에 수록된 여러 기호 디자인들을 조합하여 개발하였다. 글꼴 저작권 문자열의 특정 버전에는 글꼴 힌트에 사용되는 도구 제조업체인 Type Solutions, Inc.에 대한 속성이 포함되어 있다.
글꼴이 처음 발표될 당시에는 어떤 문자도 유니코드로 매핑되지 않았다. 그러나 유니코드 컨소시엄은 유니코드 7.0에 Wingdings 및 Webdings 글꼴의 많은 기호를 추가했다.

## 윙딩
윙딩체는 윈도우 3.1부터 윈도우 비스타, 서버 2008까지 모든 버전의 윈도우에 포함된 트루타입 딩뱃 글꼴이며 그 당시의 여러 응용 프로그램 패키지에도 포함되어 있다.
Wingdings 상표는 마이크로소프트의 소유이며 디자인 및 글리프 주문은 1993년 미국 디자인 특허 D341848에 수여되었다. 이 특허는 2005년에 만료되었다. 다른 많은 국가에서는 디자인 특허를 등록 디자인이라 한다. 새로운 발명의 주장이 아니라 모방을 막기위한 디자인의 등록이다.
이 글꼴에는 크게 인식된 모양과 동작뿐만 아니라 다윗의 별, 황도대의 상징, 손가락표 또는 매니큐어 기호, 손 동작 및 모호한 앰퍼샌드와 같은 인식된 일부 세계 기호가 포함되어 있다.

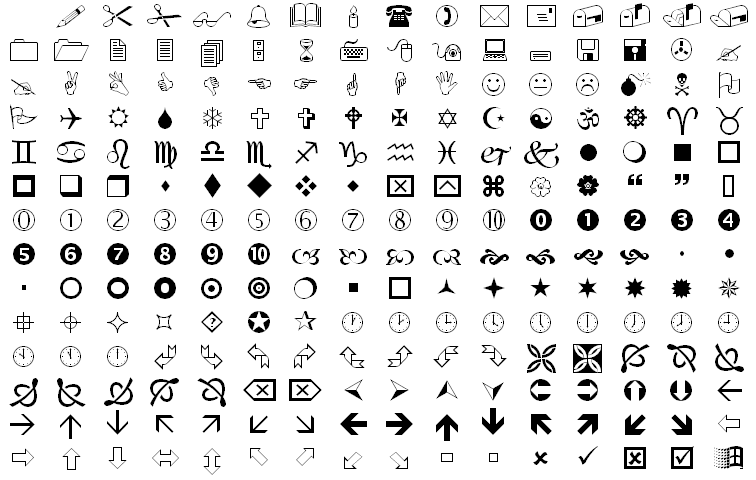
윙딩체에 포함된 여러 문자

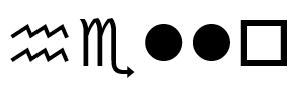
'Hello'를 윙딩체로 쓴 글

## 윙딩 2

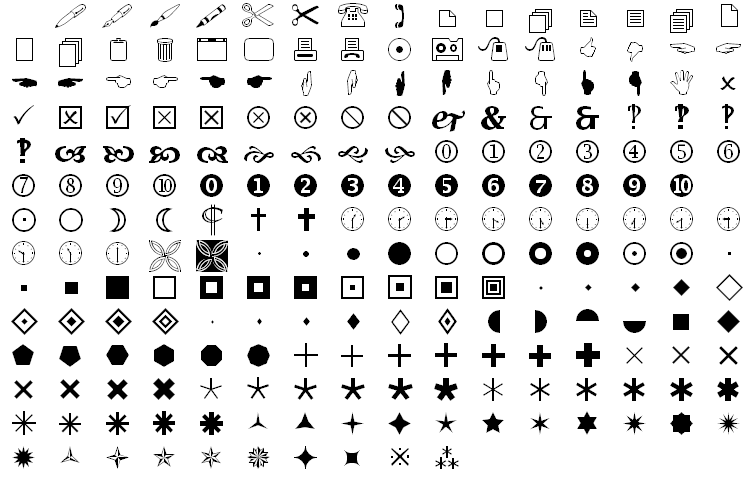
윙딩 2에 포함된 여러 문자

Wingdings 2는 Microsoft Office 2010을 포함한 다양한 Microsoft 응용 프로그램과 함께 배포되는 트루타입 글꼴이다. 이 글꼴은 1990년 Type Solutions, Inc에 의해 개발되었다. 현재 저작권 보유자는 마이크로소프트이다.  인덱스, 영숫자 밀폐 10-0에서 여러 형태 앰퍼샌드 및 interrobang 여러 기하학적 모양 및 별자리는 윙딩의 특징 중 2 (16개) 형태이다

## 윙딩 3
Wingdings 3은 마이크로소프트 오피스 (최대 오피스 2010) 및 기타 Microsoft 제품과 함께 배포되는 TrueType dingbat 글꼴이다.
이 글꼴은 원래 1990년 Type Solutions, Inc에 의해 개발되었다. 현재 저작권 보유자는 마이크로소프트다. Wingdings 3은 거의 모든 화살표 변형으로 구성되며 ISO/IEC 9995-7에 정의 된 주요 상단에 대한 많은 기호를 포함한다.

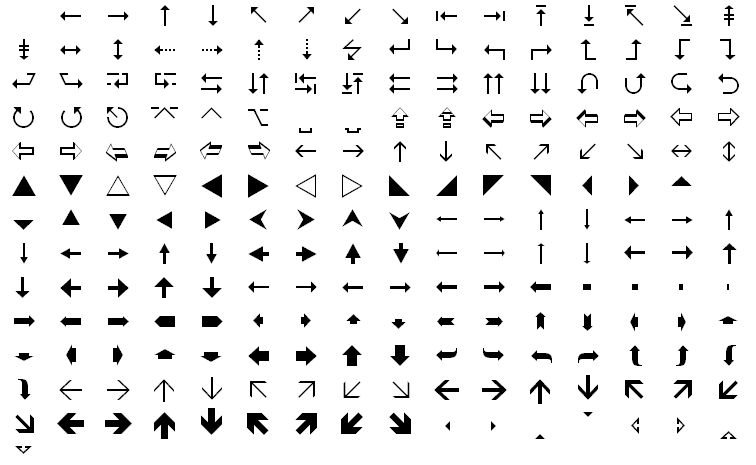
윙딩 3에 포함된 여러 문자

## 논란

Wingdings에 입력 된 "NYC" 기호

1992년에 Windows 3.1이 출시 된 후 며칠 동안 Wingdings에서 문자 시퀀스 "NYC"(주로 뉴욕을 가리키는 약어)가 해골과 유대인을 상징하는 기호인 다윗의 별, 엄지손가락 기호로 표시되었는데 뉴욕의 대규모 유대인 공동체서는 이 기호가 반유대주의 메시지라고 주장했다. 마이크로 소프트는 이것이 의도적이라는 것을 강력히 부인했으며 서체에서 글리프의 최종 배열은 거의 임의적이라고 주장했다. (나중에 릴리스된 Webdings 글꼴의 문자 시퀀스 "NYC"는 I Love New York 로고를 참조하여 의도적으로 눈, 심장 및 도시 스카이 라인으로 렌더링되었다. )

### 9/11 공격

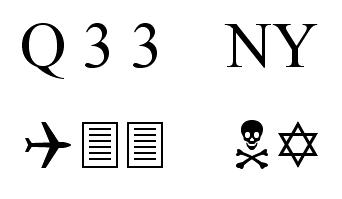
Wingdings로 입력된 "Q33 NY" 기호

2001년 9월 11일 이후, 트윈 타워를 치는 첫 번째 비행기의 비행 번호인 "Q33 NY"를 입력하면 Wingdings에서 비행기의 문자 시퀀스가 두 개의 기호로 표시되었다. 고층 빌딩으로 해석될 수 있는 기호, 두개골 및 이미지 기호 및 다윗의 별 (✈︎🗏︎🗏︎ ☠︎✡︎)이 결합된 이 기호는 아메리칸 항공 11편 테러 사건과 유나이티드 항공 175편 테러 사건을 암시하는 악희로 해석되었다. 해당 사건의 실제 항공기 등록기호는 N334AA 보관됨 2020-07-08 - 웨이백 머신 및 N612UA 보관됨 2020-07-07 - 웨이백 머신이다.

## 같이 보기
- 딩뱃
- Zapf Dingbats
- 웹딩
- 유니 코드 기호
- 조디악 기호
- 이모티콘